# Ameiva erythrocephala
Ameiva erythrocephala är en ödleart som beskrevs av  Daudin 1802. Ameiva erythrocephala ingår i släktet Ameiva och familjen tejuödlor. Inga underarter finns listade i Catalogue of Life.